# ГЕС Калігандакі A
ГЕС Калігандакі A – гідроелектростанція у Непалі. Використовує ресурс із річки Калігандакі, правої твірною Гандакі (великий лівий доплив Гангу). 
В межах проекту річку перекрили бетонною гравітаційною греблею висотою 46 метрів та довжиною 105 метрів, котра потребувала 116 тис м3 матеріалу (всього під час спорудження станції використали 368 тис м3 бетону). Вона утримує невелике водосховище з корисним об’ємом 3,1 млн м3 та спрямовує ресурс до прокладеного через лівобережний гірський масив дериваційного тунелю довжиною 5,9 км з діаметром 7,4 метра. По завершенні тунель переходить у напірний водовід довжиною 0,24 км з діаметром 5, метра, котрий подає ресурс до наземного машинного залу, спорудженого майже за півсотні кліометрів нижче по течії від греблі (на цій ділянці річка описує велику петлю, що надало зручну можливість для створення дериваційної схеми). В системі також працює вирівнювальний резервуар висотою 50 метрів з діаметром 26 метрів. 
Основне обладнання станції становлять три турбіни типу Френсіс потужністю по 48 МВт, які використовують чистий напір у 115 метрів та забезпечують виробництво 842 млн кВт-год елеткроенергії на рік.
Видача продукції відбувається по ЛЕП, розрахованій на роботу під напругою 132 кВ.
Під час будівництва ГЕС провели екскавацію 3,33 млн м3 ґрунту та скельних порід, в тому числі 0,47 млн м3 у підземних спорудах.